# 김대성 (축구인)
김대성(한국 한자: 金大成 , 1972년 5월 10일 ~ )은 K리그에서 활약했던 축구 선수이다.

## 축구인 경력
LG 치타스 / 안양 LG 치타스 (현 FC 서울)에서 1995-1999 네 시즌 동안 미드필더로 활약하며 정규리그 97경기 출전 7득점, 5도움 / 리그컵 47경기 3득점, 4도움의 기록을 남겼다. 2012년 7월부터 안산부곡중학교 축구부 감독으로 재직 중이다.